# 白鳥あかね
白鳥 あかね（しらとり あかね、1932年7月18日 - 2024年9月14日）は、日本の映画スクリプター、脚本家。新藤兼人の『狼』に見習いスクリプターとして参加し、同年日活に入社した。神代辰巳の多くの作品に関わり、最近は篠原哲雄ら若手の監督とも組んでいる。現在は日本映画学校の講師他、KAWASAKIしんゆり映画祭の実行委員長も務める。

## 略歴
東京府生まれ。疎開先の京都から府立第三高等女学校に戻り、新制都立駒場高校を卒業した。その後早稲田大学仏文科へ。
1955年父・神崎清の知り合いだった新藤兼人の近代映画協会で記録見習いを始め、日活に入社。1956年『狙われた男』で一本立ち。1972年『隠し妻』で脚本家としてもデビューする。1980年日活を退社後、フリーに転向した。1957年に映画監督の白鳥信一と結婚した。
2015年、著書『スクリプターはストリッパーではありません』が、キネマ旬報の2014年度映画本大賞・第1位を獲得。
2024年9月14日、肺癌のため死去。92歳没。

## 主な作品
| 公開年 | 作品名                    | 監督            | 制作（配給）                             | 担当                 |
| ------ | ------------------------- | --------------- | ---------------------------------------- | -------------------- |
| 1957年 | 孤獨の人                  | 西河克己        | 日活                                     | 記録                 |
| 1965年 | ぼくどうして涙がでるの    | 森永健次郎      | 日活                                     | 記録                 |
| 1972年 | 隠し妻                    | 小沼勝          | 日活                                     | 脚本                 |
| 1973年 | 団地妻 女の匂い           | 白鳥信一        | 日活                                     | 脚本                 |
| 1975年 | 秘本 むき玉子             | 西村昭五郎      | 日活                                     | 脚本                 |
| 1976年 | わたしのSEX白書 絶頂度    | 曽根中生        | 日活                                     | 脚本                 |
| 1984年 | 人魚伝説                  | 池田敏春        | ディレクターズ・カンパニー、ATG          | 記録                 |
| 1989年 | ウォータームーン          | 工藤栄一 長渕剛 | 東映洋画                                 | 記録                 |
| 1995年 | Love Letter               | 岩井俊二        | 日本ヘラルド映画                         | 記録                 |
| 1997年 | 身も心も                  | 荒井晴彦        | 東京テアトル                             | 記録                 |
| 1997年 | 鍵                        | 池田敏春        | 東映                                     | 脚本                 |
| 1998年 | 絆 きずな                 | 根岸吉太郎      | 東宝                                     | 記録                 |
| 2000年 | 忘れられぬ人々            | 篠崎誠          | ビターズ・エンド、タキ・コーポレーション | 記録                 |
| 2000年 | 「紅の拳銃」よ永遠に      | 及川善弘        | 日活                                     | 記録、出演           |
| 2001年 | 女学生の友                | 篠原哲雄        | BS-i、オフィス・シロウズ                 | 記録                 |
| 2001年 | 折り梅                    | 松井久子        | パンドラ、シネマ・ワーク                 | 脚本                 |
| 2003年 | 油断大敵                  | 成島出          | ゼアリズエンタープライズ／ケングルーヴ   | 記録                 |
| 2004年 | 犬と歩けば チロリとタムラ | 篠崎誠          | アルゴ・ピクチャーズ                     | 記録                 |
| 2004年 | 透光の樹                  | 根岸吉太郎      | シネカノン                               | 記録                 |
| 2004年 | 照明熊谷学校              | 熊谷秀夫        | フェローピクチャーズ                     | 出演                 |
| 2007年 | サイドカーに犬            | 根岸吉太郎      | ビターズ・エンド、CDC                    | 出演                 |
| 2010年 | 脇役物語                  | 緒方篤          | 東京テアトル                             | キャスティング、脚本 |

## 受賞歴
- 第37回日本アカデミー賞 協会特別賞[6]